# 6450 Masahikohayashi
6450 Masahikohayashi este un asteroid din centura principală de asteroizi.

## Descriere
6450 Masahikohayashi este un asteroid din centura principală de asteroizi. A fost descoperit pe 9 aprilie 1991 la Observatorul Palomar de Eleanor Francis Helin. Asteroidul prezintă o orbită caracterizată de o semiaxă mare de 2,54 ua, o excentricitate de 0,24 și o înclinație de 8,5° în raport cu ecliptica.